# Pseudocolopteryx dinelliana
Pseudocolopteryx dinelliana là một loài chim trong họ Tyrannidae.